# 破曉傳奇
《破曉傳奇》（中国大陆又译作，香港和台湾官方译为）是萬代南夢宮娛樂發售的角色扮演遊戲，對應PlayStation 4、Xbox One、PlayStation 5、Xbox Series X/S 及Windows上的Steam平台。特有種類名稱為「宣告心之黎明的RPG（心の黎明を告げるRPG）」。
《破曉傳奇》最早於2019年E3 Xbox會場的Xbox E3遊戲展發佈會上公佈遊戲消息，其後在2020年宣佈延至在2021年發售，並且作為系列的25週年紀念作名義在2021年9月9日推出。

## 故事
達納與雷納，是相鄰的兩顆星球。
300 年前，蔥鬱豐饒的達納突然遭受擁有先進科學與魔法力量的雷納侵略，從此屈於永無止盡的支配。
某日，戴著鐵面具的達納青年與被族人追捕的雷納少女相遇了。
這場意外的邂逅將動搖兩顆星球的命運，故事也正式展開。

## 登場人物

### 主要人物
奧爾芬（Alphen，配音：佐藤拓也）
達納人，以奴隸身分在卡拉葛利亞生活的達納青年。他失去了自己的名字、過去的記憶與痛覺，因臉上戴著神秘的鐵面具，被大家稱為「鐵面人」。
希儂（Shionne，配音：下地紫野）
雷納人，身上帶有會讓碰觸者感到劇痛之荊棘詛咒的雷納女性。在卡拉葛利亞時被應該是同胞的雷納士兵追趕時，遇見了奧爾芬。
琳薇爾（Rinwell，配音：原紗友里）
倒在奧爾芬與希儂面前的達納少女。為了尋求西斯羅狄亞反抗組織的幫助，與奧爾芬一同行動。
洛（Law，配音：松岡禎丞）
來自卡拉葛利亞的少年。雖然是達納人卻成為雷納人警察組織「蛇眼」的成員，阻擋於前往西斯羅狄亞的奧爾芬一行人面前。
奇莎蘭（Kisara，配音：池澤春菜）
相信達納與雷納能共同生活的達納女近衛兵，並侍奉杜歐哈林，其體能在達納人的軍隊中首屈一指，受雷納士兵的尊重。身上的裝備皆由雷納所製造。
杜歐哈林（Dohalim，配音：加瀨康之）
對達納人展現友好態度並接納的雷納人，對音樂、詩歌與古董收藏等藝術領域有著深厚的了解。
伏露露（Hootle，配音：野中藍）
一隻年幼的達納貓頭鷹，琳薇爾的寵物兼朋友。
娜札米（Nazamil，配音：種崎敦美）
DLC『黎明新程』新增的重要角色。

### 抵抗组织
齊爾法（Zephyr，配音：山野井仁）
達納人，卡拉葛利亞的反抗組織「紅鴉」的領袖。

### 领将
别祖（Belseph，配音：立木文彥）
火之領將。
迦納貝特·瓦爾奇利斯（Ganabelt Valkyris，配音：中田讓治）
光之領將。
奧梅朵拉（Almeidrea Kaineris，配音：田中敦子）
風之領將，現任領將中唯一的女性。
沃路朗（Vholran Igniseri，配音：速水獎）
水之領將。
伍路瓦基·畢多裡斯（配音：山路和弘）
前任水之領將。

### 其他
涅薇莉·埃梅利斯（Naori Imeris，配音：川澄綾子）
希儂·埃梅利斯的祖先，300年前在雷聶基斯作為與「王」搭檔的「巫女」身份，與「王」一同參加「招靈之儀」。

## 发行

### DLC
- 《破曉傳奇》大型DLC《黎明新程》于2023年11月9日登录PlayStation 4、PlayStation 5、Microsoft Windows、Xbox Series X/S、Xbox One平台。[4]

- 《刀劍神域》聯名合作，桐人&亞絲娜同時出場，與奧爾芬合力使出跨作品合體秘奧義。
  - 奧爾芬&希儂可穿著桐人&亞絲娜的服裝，洛則是修劍士制服。

- 《蘇菲的鍊金工房2 ～不可思議夢的鍊金術士～》聯名合作，彼此均有相關DLC。[5]

## 音樂
主題曲 (OP)
「HIBANA」
主唱：感覺PIERO
遊戲插曲
「Blue Moon」
主唱：絢香
劇中插曲
「Hello, Again ～昔からある場所～」
主唱：絢香

## 銷量
2021年9月16日，萬代南夢宮於官方推文宣布，該系列作銷量已達100萬。

## 外部連結
- 官方网站 （日語）